# Université Shepherd
L'université Shepherd (en anglais : Shepherd University) est une université américaine située à Shepherdstown, dans l'État de Virginie-Occidentale.

## Historique
Fondée en septembre 1871 sous le nom Shepherd College, l'université Shepherd a pris son nom actuel le 7 avril 2004.

## Galerie

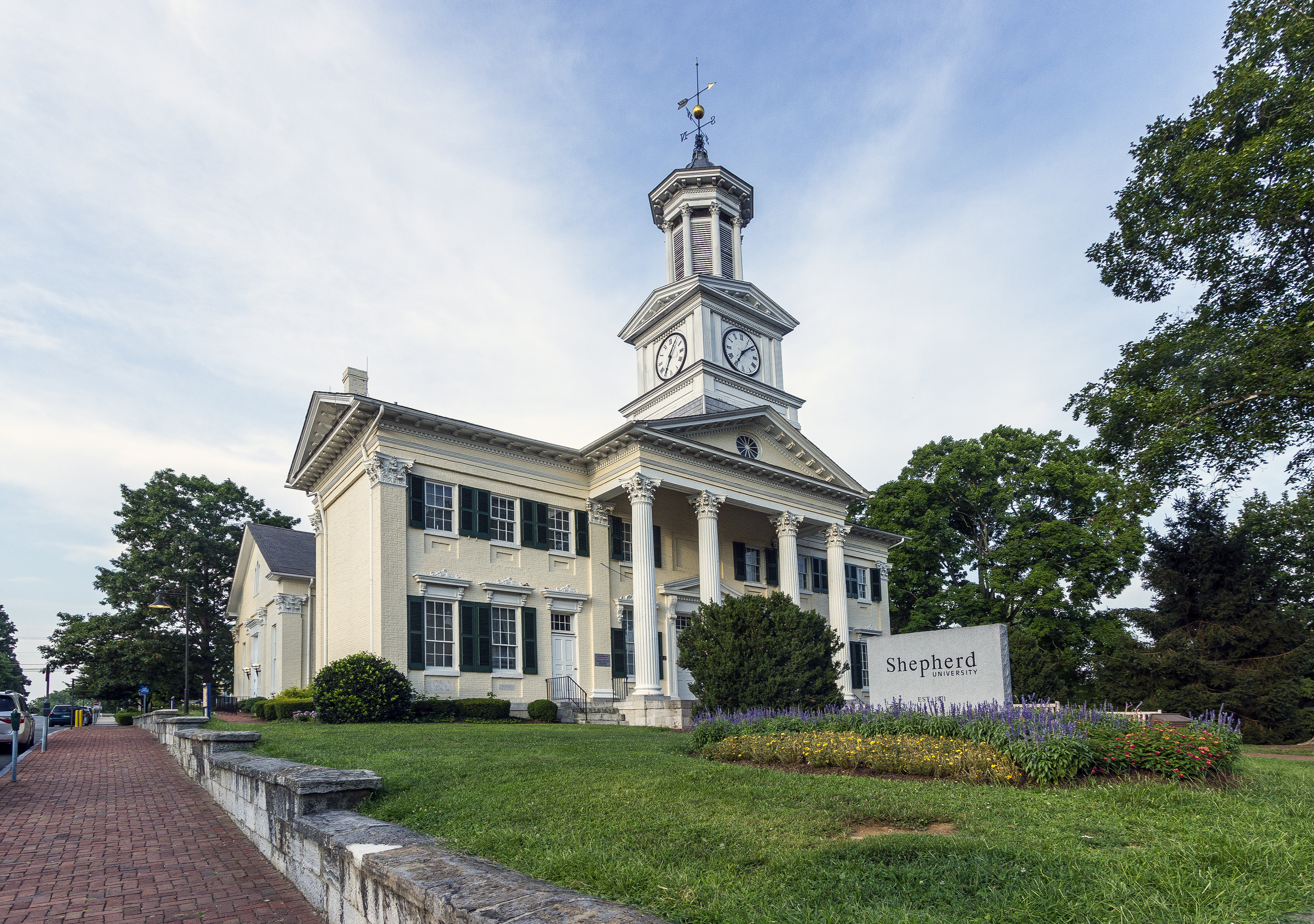
McMurran Hall
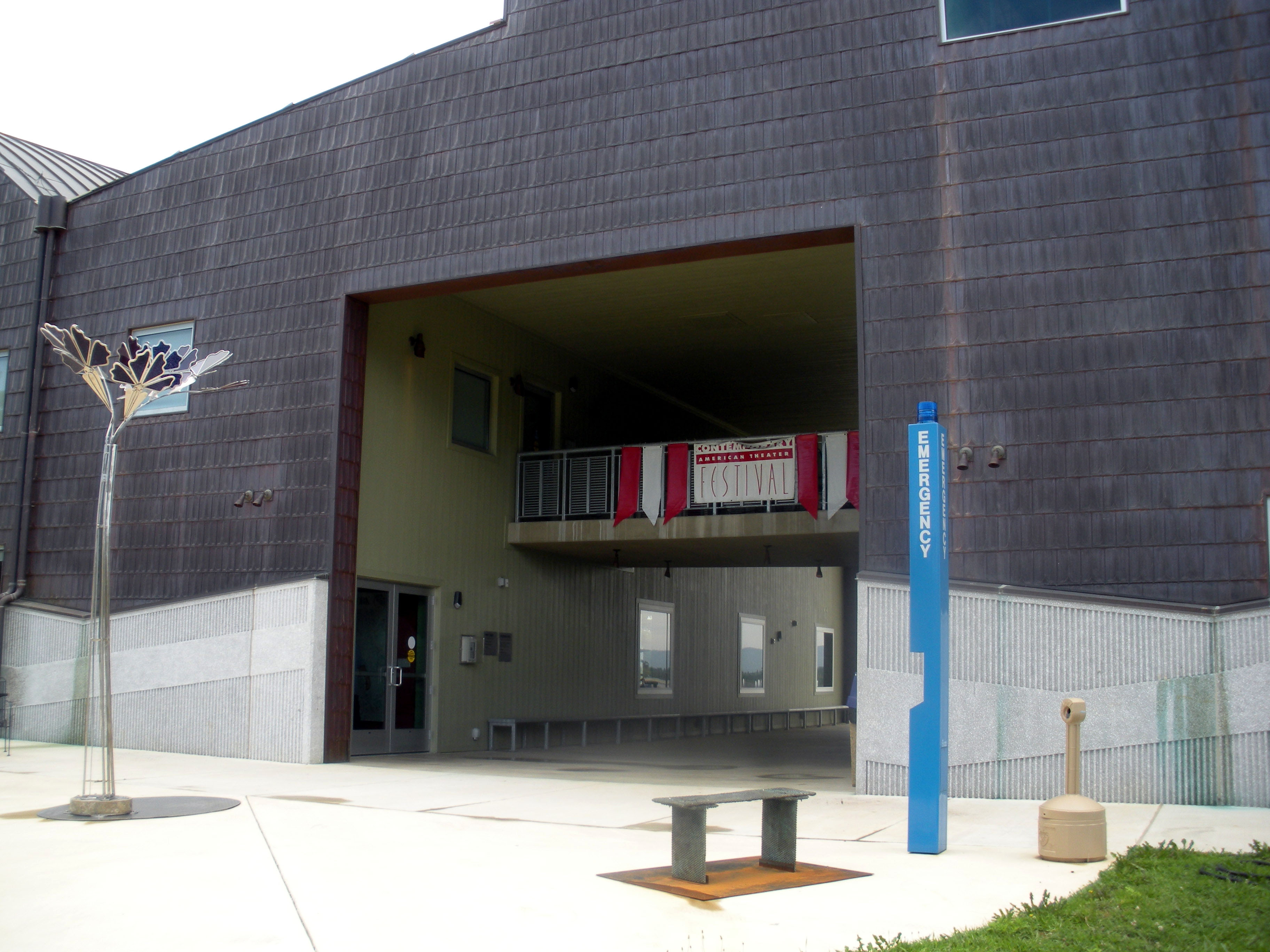
Entrée du Contemporary Arts Center
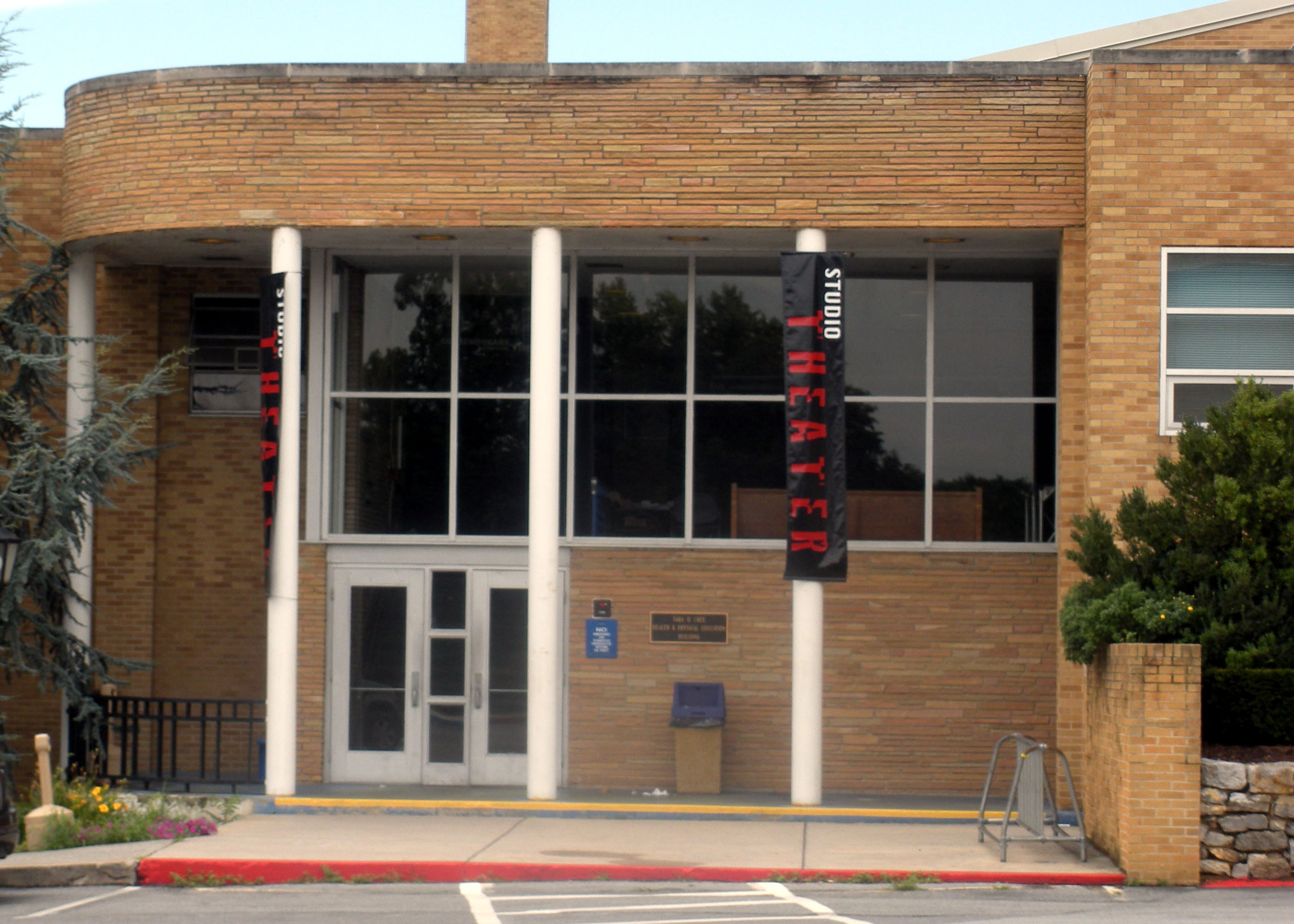
Sara Cree Hall
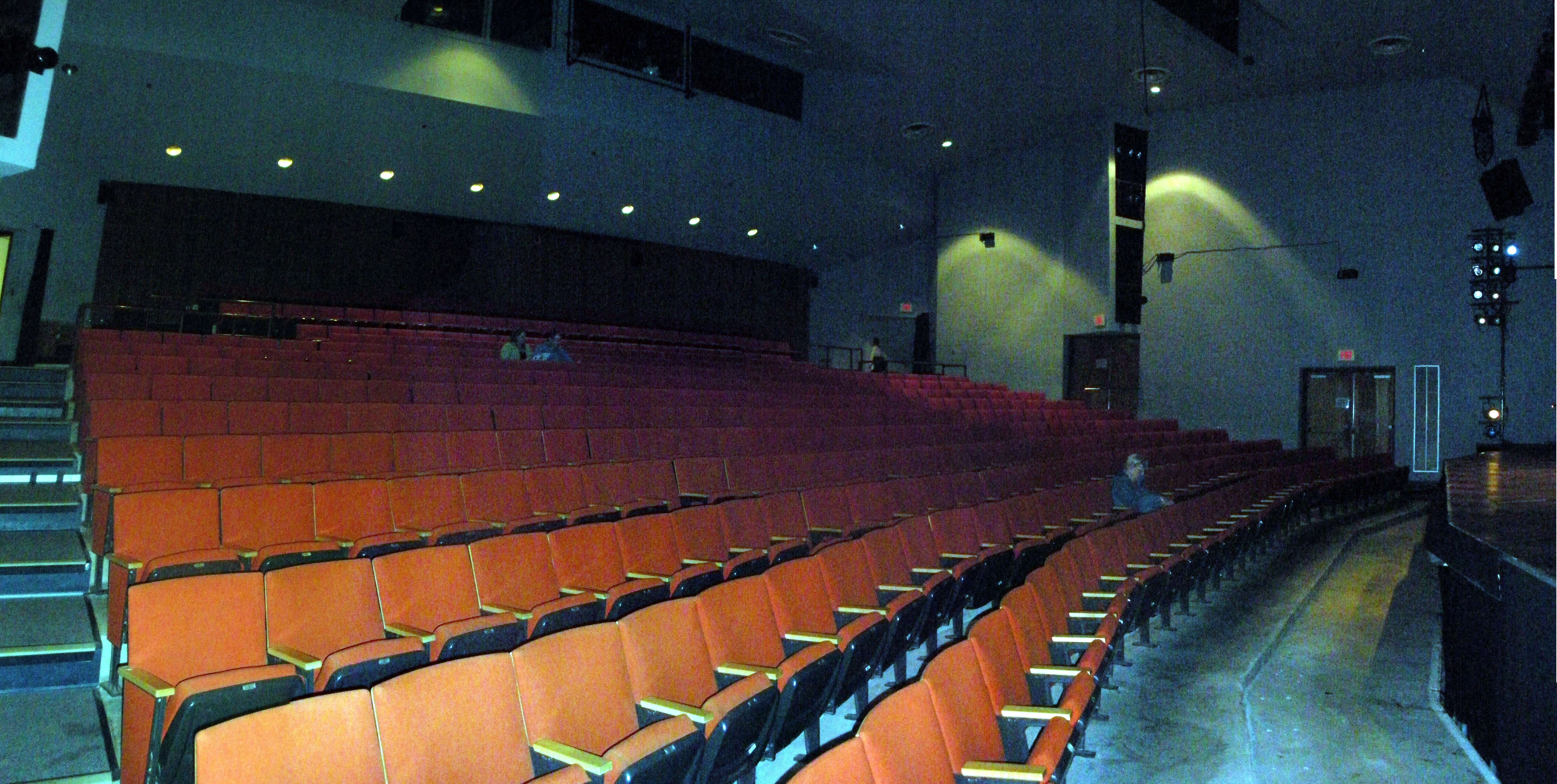
Frank Center Stage

## Source
- (en) Cet article est partiellement ou en totalité issu de l’article de Wikipédia en anglais intitulé « Shepherd University » (voir la liste des auteurs).